# Liste der Geotope in Hof
Diese Liste enthält die Geotope der oberfränkischen Stadt Hof in Bayern.
Die Liste enthält die amtlichen Bezeichnungen für Namen und Nummern des Bayerischen Landesamt für Umwelt (LfU) sowie deren geographische Lage. Diese Liste ist möglicherweise unvollständig. Im Geotopkataster Bayern sind etwa 3.400 Geotope (Stand März 2020) erfasst. Das LfU sieht einige Geotope nicht für die Veröffentlichung im Internet geeignet. Einige Objekte sind zum Beispiel nicht gefahrlos zugänglich oder dürfen aus anderen Gründen nur eingeschränkt betreten werden.
| Name                                     | Bild           | Geotop ID | Gemeinde / Lage | Geologische Raumeinheit | Beschreibung | Fläche m² / Ausdehnung m | Geologie                                                                            | Aufschlussart      | Wert               | Schutzstatus            | Bemerkung |
| ---------------------------------------- | -------------- | --------- | --------------- | ----------------------- | --- | ------------------------ | ----------------------------------------------------------------------------------- | ------------------ | ------------------ | ----------------------- | --------- |
| Hohlweg N von Leimitz                    |                | 464A001   | Hof Position    | Frankenwald             | Typlokalität der weltbekannten Leimitz-Formation mit einer Fauna des Untertremadoc. An Graptolithen führende sind silurische Kieselschiefer angrenzend. Nachdem die Böschungen des Hohlweges in der Vergangenheit völlig zugewachsen waren, wurden 2010 neue Schürfe angelegt, um den Aufschluss zu erhalten. | 600 150 × 4              | Typ: Tierische Fossilien, Typlokalität, Störung Art: Tonstein                       | Böschung           | besonders wertvoll | Landschaftsbestandteil  |           |
| Steinbruch am Eichelberg                 |                | 464A002   | Hof Position    | Frankenwald             | Im Steinbruch am Eichelberg wurde früher eine Gleitscholle oberdevonischen Flaserkalks innerhalb der unterkarbonischen Grauwacken-Tonschiefer-Serie der Bayerischen Fazies abgebaut. Es kamen verschiedene Varietäten dieses Theresiensteiner Marmors vor. Heute noch zugänglich ist ein dichter, grauer Kalkstein mit schwarzen und grünen Flasern sowie weißen Calcitklüften. Die berühmten intensiv rot gefleckten Forellensteine liegen unter dem Wasserspiegel. | 10000 100 × 100          | Typ: Gesteinsart Art: Kalkstein                                                     | Steinbruch         | bedeutend          | Landschaftsschutzgebiet |           |
| Alter Städtischer Steinbruch Hof         |                | 464A003   | Hof Position    | Frankenwald             | Der Alte Städtische Steinbruch befindet sich im Gelände der Brauerei Meinel in Hof. Der Aufschluss, bereits von Goethe besucht und gezeichnet, war damals bereits aufgelassen. Die Verwitterung konnte über einen langen Zeitraum die Strukturen des Flaserkalks herauspräparieren, so dass die Verfaltung sichtbar wurde. Das Material aus diesem Steinbruch wurde in Hof vielseitig verwendet (Fundamente, Stadtmauer, Stützmauern), was noch heute in der Stadt zu erkennen ist. Der Steinbruch befindet sich im Betriebsgelände der Brauerei Meinel. Eine Tafel des Geopfads Theresienstein erläutert die Situation. | 200 20 × 10              | Typ: Sedimentstrukturen, Falte/Mulde/Sattel, Gesteinsart Art: Kalkstein             | Steinbruch         | wertvoll           | kein Schutzgebiet       |           |
| Labyrinthbruch NE von Hof                |                | 464A004   | Hof Position    | Frankenwald             | In dem alten Steinbruch am Labyrinthberg wurden v. a. im 19. Jahrhundert Diabase und Diabas-Brekzien für den Strassenbau in Hof abgebaut. Berühmtheit erlangte der Bruch durch das Vorkommen von Katzenaugen, die sogar zu Schmuck verarbeitet wurden. Neben dem Steinbruch existieren zahlreiche Felsfreistellungen in Diabas-Brekzien im gesamten Hangbereich des Labyrinthbergs. | 2500 50 × 50             | Typ: Gesteinsart, Mineralien Art: Meta-Basalt                                       | Steinbruch         | wertvoll           | Landschaftsschutzgebiet |           |
| Steinbruch beim Bahnwärterhäuschen       |                | 464A005   | Hof Position    | Frankenwald             | Der alte Steinbruch liegt direkt am Saale-Radweg. Hier sind Diabase in Pillowstruktur aufgeschlossen. Senkrechte Kluftflächen zeigen mustergültige Querschnitte der Pillows. Der Aufschluss wurde 2012 entbuscht. | 500 50 × 10              | Typ: Gesteinsart, Pillows Art: Meta-Basalt                                          | Steinbruch         | bedeutend          | kein Schutzgebiet       |           |
| Straßenaufschluss Ascher Straße in Hof   |                | 464A006   | Hof Position    | Frankenwald             | Dieser klassische Aufschluss zeigt ein Profil durch die ordovizische Randschiefer-Serie. In die Tonschiefer sind konkordante Diabas-Lagen eingeschaltet, die von Südost nach Nordwest häufiger werden. Im Nordwesten schließt sich ein massiger Diabas an. Dieser wurde in einem Städtischen Steinbruch abgebaut, der nicht zugänglich ist (Abb. 4). | 400 200 × 2              | Typ: Schichtfolge, Lagerungsverhältnisse, Gesteinsart Art: Tonschiefer, Meta-Basalt | Böschung           | wertvoll           | kein Schutzgebiet       |           |
| Steinbruch am Otterbach                  |                | 464A007   | Hof Position    | Frankenwald             | Unterhalb der Bundesstraßen-Brücke befindet sich am Otterbach ein kleiner aufgelassener Steinbruch im mittelkörnigen Keratophyr Gümbels. Der Otterberg (früher Alsenberg) ist eine der zwei von Gümbel genannten Typlokalitäten für das Gestein Keratophyr. | 600 40 × 15              | Typ: Typlokalität, Gesteinsart Art: Meta-Trachyt                                    | Steinbruch         | wertvoll           | kein Schutzgebiet       |           |
| Teufelsberg in Hof                       | weitere Bilder | 464R001   | Hof Position    | Frankenwald             | Der Teufelsberg bildet eine eindrucksvolle, 20 m hohe Felswand in devonischer Diabas-Brekzie am Saale-Steilhang. Auf der anschließenden Hochfläche befinden sich mehrere alte Steinbrüche und Schürfstellen. Früher wurde am Nordhang auch Eisenerz abgebaut (derzeit nicht aufgeschlossen). | 35000 350 × 100          | Typ: Felswand/-hang, Prallhang, Gesteinsart Art: Meta-Basalt, Tuff/Tuffit, Eisenerz | Felshang/Felskuppe | wertvoll           | Landschaftsbestandteil  |           |
| Diabasfelsen am Schloss Hofeck           |                | 464R002   | Hof Position    | Frankenwald             | Die Felsfreistellungen unterhalb von Schloss Hofeck bestehen aus Diabas-Pillows und -Pillowbrekzien. Hier ist der schlauchartige Charakter der Kissen gut zu erkennen. | 100 10 × 10              | Typ: Pillows, Felswand/-hang Art: Meta-Basalt                                       | Felshang/Felskuppe | wertvoll           | Landschaftsbestandteil  |           |
| Aufgelassener Steinbruch E von Lausenhof |                | 464A008   | Hof Position    | Münchberger Gneismasse  | Im auflässigen Steinbruch besteht einer der wenigen Aufschlüsse im so genannten Randamphibolit der Münchberger Masse. Vorsicht: Der Steinbruch liegt an einer viel befahrenen Bundesstraße! | 600 40 × 15              | Typ: Typlokalität, Metamorphes Gefüge, Gesteinsart Art: Amphibolit                  | Steinbruch         | wertvoll           | kein Schutzgebiet       |           |